# República Checa en los Juegos Olímpicos de Lillehammer 1994
La República Checa estuvo representada en los Juegos Olímpicos de Lillehammer 1994 por un total de 63 deportistas que compitieron en 7 deportes.  
El portador de la bandera en la ceremonia de apertura fue el esquiador de fondo Pavel Benc. El equipo olímpico checo no obtuvo ninguna medalla en estos Juegos.